# 21708 Mulhall
21708 Mulhall è un asteroide della fascia principale. Scoperto nel 1999, presenta un'orbita caratterizzata da un semiasse maggiore pari a 2,6206812 UA e da un'eccentricità di 0,0570215, inclinata di 6,29035° rispetto all'eclittica.